# 希望號實驗艙

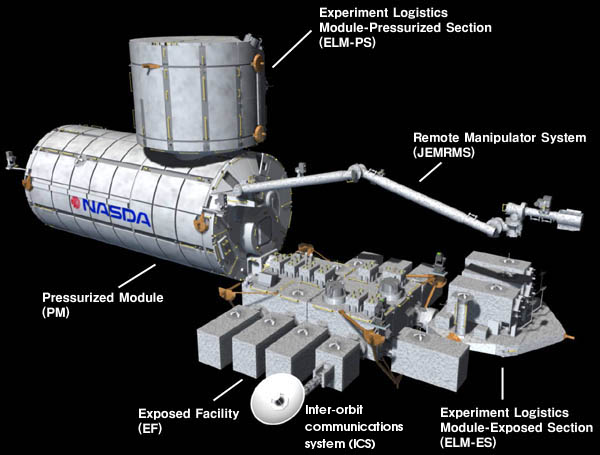
ISS JAXA JEM module

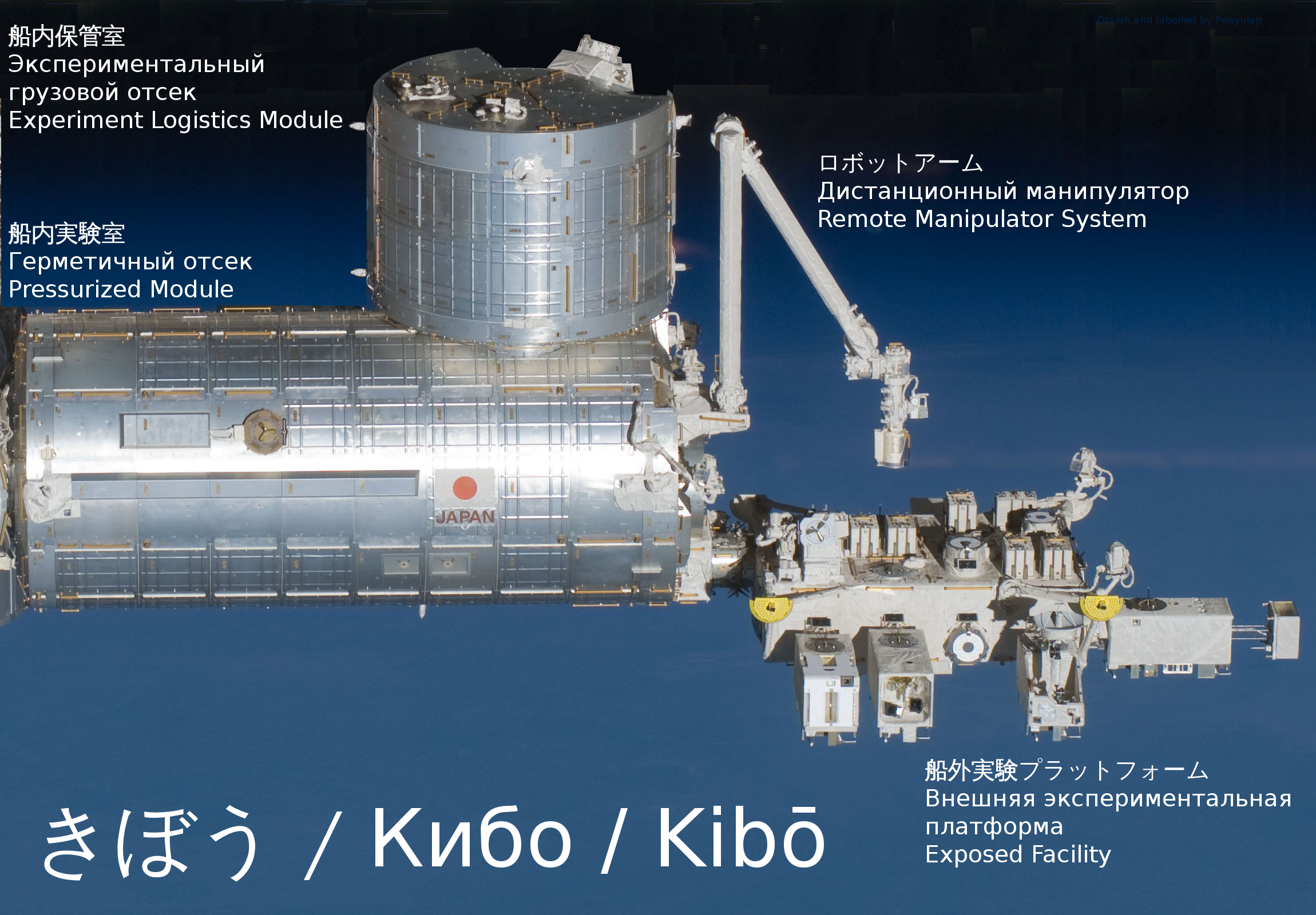

希望號實驗艙標誌

日本實驗艙（英語：Japanese Experiment Module，又称希望（Kibō）號）是日本宇宙航空研究開發機構製造的國際太空站艙組。
日本實驗艙包含四個模組：
- 加壓模組（Pressurized Module，PM），為一長11.2公尺、外徑4.4公尺、內徑4.2公尺的圓筒形狀模組設備[1]，是日本實驗艙的核心模組。它包含十個國際標準組件掛架（International Standard Payload Rack，ISPR）。
- 曝露設施（Exposed Facility，EF），又被稱為「平臺(Terrace)，位於PM錐體左舷氣密艙外側，裝設在此的各種實驗被直接曝露在太空環境裡。
- 實驗後勤模組（Experiment Logistics Module，ELM），包含服務PM的加壓和EF的不加壓部份，主要做為儲藏和移動物品使用。
- 遙控操縱系統（Remote Manipulator System，JEM RMS），是一機械手臂，裝在PM錐體左舷，主要用來服務EF和移動物件到ELM。

## 發射時程
PM於2003年5月30日由日本離開，前往美國甘迺迪太空中心，并被置放在太空站處理中心（Space Station Processing Facility）。ELM加壓部份於2007年3月11日抵達甘迺迪中心。
在2007年6月為止的計劃裡，NASA預定將使用三次航程來發射整個JEM艙組：
- 實驗後勤模組（ELM）加壓部份 - 2008年3月11日（太空梭任務STS-123）-第一部分，重4.2噸，長3.9米。[3]
- 希望加壓模組（PM）、JEM系統掛架、「遙控操縱系統（JEM RMS） - 2008年4月（太空梭任務STS-124）
- 曝露設施（EF） - 2009年（太空梭任務STS-127）